# Спрежение
Спрежение е езиковедски термин, с който се обозначава получаването на производни форми на даден глагол от неговия корен чрез словоизменение, тоест с помощта на различни окончания. На спрежението могат да окажат влияние граматическите категории лице, число, род, време, вид, наклонение, залог и други.
Спрегнатите форми на даден глагол, които притежават категорията лице, се наричат лични глаголни форми. В много езици има и нелични глаголни форми, като инфинитив, причастие и деепричастие. Таблица, съдържаща всички варианти на определен глагол в даден език, се нарича спрежителна таблица или глаголна парадигма.
Ако глаголът е правилен, всичките му форми се получават от една основна форма (каквато е например инфинитивът в английския език). Когато даден глагол не може да се спрегне по този начин, за него се казва, че е неправилен.
Спрежение също така е и традиционното име на група (клас) от глаголи, които се спрягат по сходен начин в даден език. Например латинският език има четири спрежения.

## Примери за спрежение
В индоевропейските езици глаголите обикновено се изменят спрямо няколко граматически категории и образуват сложни парадигми, въпреки че някои езици, например английският, са опростили значително спрежението си. По-долу е представено спрежението на глагола съм в сегашно време, изявително наклонение, деятелен залог, на хинди, български, полски, английски, немски, шведски, френски, италиански, латински, португалски, испански, латвийски и персийски език.
| Езиково семейство | Славянско         | Славянско             | Германско                   | Германско                    | Германско                | Италийско        | Италийско             | Италийско                                            | Италийско                                                | Италийско            | Балтийско      | Индо-иранско                           | Индо-иранско                               |
| Форма / Лице      | Български         | Полски                | Английски                   | Немски                       | Шведски                  | Френски          | Италиански            | Испански                                             | Португалски                                              | Латински             | Латвийски      | Хинди                                  | Персийски                                  |
| ----------------- | ----------------- | --------------------- | --------------------------- | ---------------------------- | ------------------------ | ---------------- | --------------------- | ---------------------------------------------------- | -------------------------------------------------------- | -------------------- | -------------- | -------------------------------------- | ------------------------------------------ |
| инфинитив         | съм*              | być                   | to be                       | sein                         | vara                     | être             | essere                | ser                                                  | ser                                                      | esse                 | būt            | hona                                   | budan                                      |
| 1 лице, ед. ч.    | (аз) съм          | (ja) jestem           | I am                        | ich bin                      | jag är                   | je suis          | (io) sono             | (yo) soy                                             | (eu) sou                                                 | (ego) sum            | es esmu        | main hoon                              | (man) hastam                               |
| 2 лице, ед. ч.    | (ти) си           | (ty) jesteś           | you are thou art (архаично) | du bist Sie sind [официално] | du är                    | tu es            | (tu) sei              | (tú) eres (usted) es [официално]                     | (tu) és [неофициално] (você) é                           | (tū) es              | tu esi         | aap hai tum ho [неофициално]           | (to) hasti                                 |
| 3 лице, ед. ч.    | (той / тя / то) е | (on / ona / ono) jest | he/she/it is                | er/sie/es ist                | han / hon / den / det är | il / elle est    | (egli / essa) è       | (él / ella) es                                       | (ele / ela) é                                            | (is / ea / id) est   | viņš / viņa ir | woh hai ve hain [официално]            | (u) hast                                   |
| 1 лице, мн. ч.    | (ние) сме         | (my) jesteśmy         | we are                      | wir sind                     | vi är                    | nous sommes      | (noi) siamo           | (nosotros / nosotras) somos                          | (nós) somos                                              | (nōs) sumus          | mēs esam       | ham hain                               | (mâ) hastim                                |
| 2 лице, мн. ч.    | (вие) сте         | (wy) jesteście        | you are                     | ihr seid                     | ni är                    | vous êtes        | (voi) siete           | (vosotros / vosotras) sois (ustedes) son [официално] | (vós) sois (vocês) são                                   | (vōs) estis          | jūs esat       | tum log ho / aap log ho / aap log hain | (šomâ) hastid                              |
| 3 лице, мн. ч.    | (те) са           | (oni / one) są        | they are                    | sie sind                     | de är                    | ils / elles sont | (essi) sono           | (ellos / ellas) son                                  | (eles / elas) são                                        | (eī / eae / ea) sunt | viņi, viņas ir | ve hain                                | (ânhâ) hastand                             |
| Уважителна форма  | (Вие) сте         | ~                     | ~                           | Sie sind                     | ~                        | vous êtes        | (lei) è / (loro) sono | (usted) es / (ustedes) son                           | (o senhor / a senhora) é (os senhores / as senhoras) são | ~                    | ~              | ve hain                                | 2 лице (šomâ) hastid 3 лице (išân) hastand |

## Спреженията в българския език
В българския език има 3 спрежения. Тъй като в съвременния език почти няма инфинитив, от кое спрежение е даден глагол се определя от гласната, на която той завършва в трето лице, единствено число, сегашно време. Глаголите от първото спрежение завършват на е, от второто – на и, а от третото – на а или я. За да запомнят по-лесно спреженията, на децата в началните училища им се казва да ги научат чрез думата „летища“ + я. Глаголът съм не принадлежи на нито едно от трите спрежения.
|             | I спр. | II спр.  | III спр. | III спр. |
| ----------- | ------ | -------- | -------- | -------- |
| аз          | чета   | говоря   | искам    | отварям  |
| ти          | четеш  | говориш  | искаш    | отваряш  |
| той, тя, то | чете   | говори   | иска     | отваря   |
| ние         | четем  | говорим  | искаме   | отваряме |
| вие         | четете | говорите | искате   | отваряте |
| те          | четат  | говорят  | искат    | отварят  |